# Прохоров, Пётр Николаевич
Пётр Николаевич Прохоров (12 января 1852, Насонки, Нерехтский район — 25 августа 1920, Ямбург, Петроградская губерния) — земский доктор, ученый, просветитель, надворный советник, изобретатель паровой дезинфекционной камеры (прохоровской камеры), лепролог. В его честь названа Кингисеппская (Ямбургская) межрайонная больница. Автор капитального труда «Биологические основы медицины». Соучредитель «Общества по борьбе с проказой в С. Петербургской губернии».

## Биография
Родился 12 января 1852 года в усадьбе Насонки Костромской губернии, недалеко от города Нерехта. Окончил Костромскую гимназию. С 1870 по 1875 годы учился в Московском университете на медицинском факультете.
С 1875 по 1881 годы служил на Сахалине (военный пост Корсаков) военврачом в 4-м Восточно-Сибирском линейном батальоне. В 1876-м году родилась дочь, Наталья Петровна Прохорова (1876—1942).
Со второй половины 1881 года работал в одной из клиник Военно-Медицинской Академии, ведет научную деятельность. В марте 1883 года защищает диссертацию на степень доктора медицины по теме «Новый эвдиометрический способ определения кислорода в воздухе». В мае 1883 года) года приезжает в Ямбург и занимает должность земского врача.
К 1907 году в Ямбургском уезде стараниями Петра Николаевича было построено 5 земских больниц, 7 фельдшерских пунктов, лепрозорий «Крутые Ручьи»(1894).
На посту председателя общества «Просвещение» им было инициировало открытие 1 октября 1907 года Коммерческого училища — первого среднего учебного заведения в Ямбурге. Две стипендии были учреждены имени П. Н. Прохорова.
Пётр Николаевич являлся надворным советником, соучредителем «Общества по борьбе с проказой в С. Петербургской губернии».
В августе 1914 года Петр Николаевич добровольно отправился на фронт, став начальником санитарного поезда. В начале 1917 года возвратился в Ямбург уже тяжело больным. Умер в конце августа 1920 года. Похоронили 27 августа 1920 года, на городском кладбище.

### Память
Решением Ямбургского исполкома от 27 августа 1920 года городской больнице, где проработал Пётр Николаевич, было присвоено имя П. Н. Прохорова. Больница просуществовала до января 1944 года, когда была сожжена отступающими немецкими войсками. С возведением нового корпуса с января 1980 года по решению исполкома Кингисеппского городского Совета депутатов трудящихся больница вновь носит имя Петра Николаевича — ГБУЗ Ленинградской области «Кингисеппская межрайонная больница им. П. Н. Прохорова».
В честь Петра Николаевича установлена памятная доска как основателю системы здравоохранения в Ямбургском уезде.
12 января 2012 года, в 160-летие со дня рождения Петра Николаевича Прохорова на его могиле, на старом городском кладбище, медицинский персонал города почтил память патриота ямбургской земли.
25 февраля — 30 марта 2017 году в Кингисеппском историко-краеведческом музее проходила выставка «Светя другим, сгораю сам», посвященная 165 — летию со дня рождения Петра Николаевича Прохорова.

### Родственники
- Ольга Николаевна Языкова (Прохорова) (10.02.1846-1942) — учитель
- Анастасия Сергеевна Руднева (ум в 1921) — жена
- Андрей Петрович Прохоров(1882—1941) — старший сын
- Борис Петрович Прохоров (1886—1975) — младший сын
- Борис Борисович Прохоров (14.10.1936) — внук.

## Вклад в науку
Пётр Николаевич является изобретателем паровой дезинфекционной камеры (прохоровской камеры).